# Carrera oficial

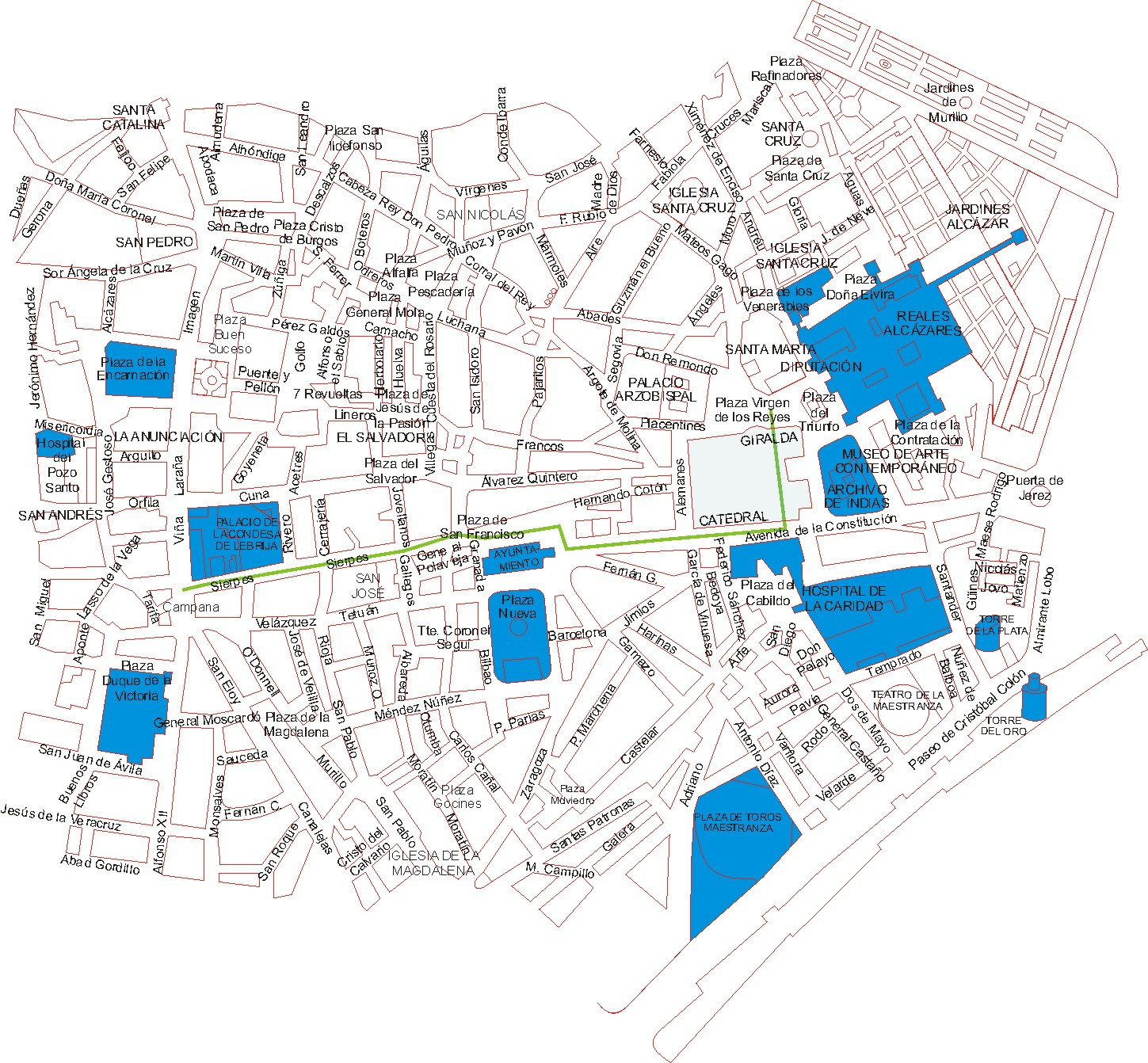
Carrera oficial de la Semana Santa de Sevilla

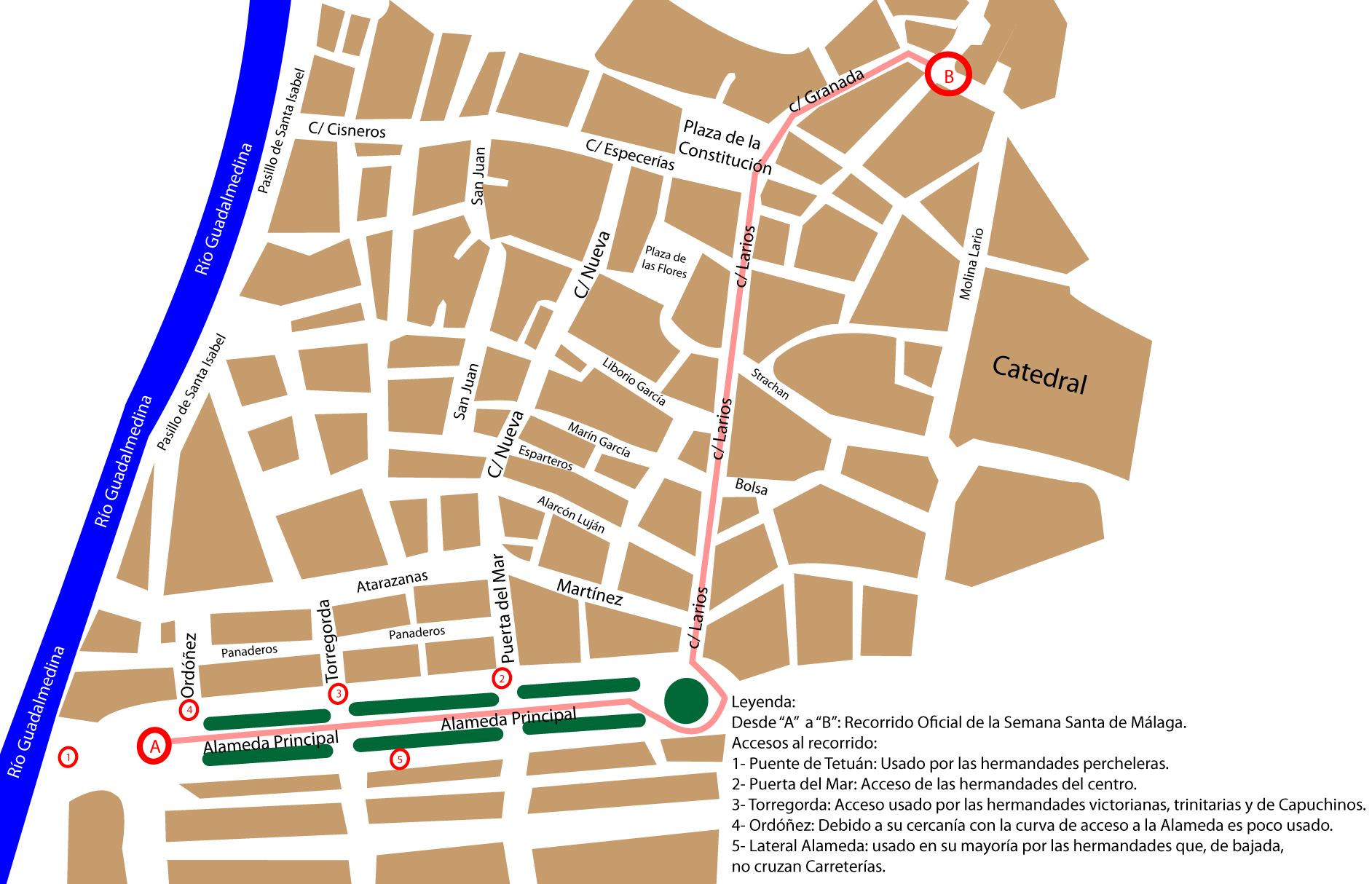
Recorrido oficial de la Semana Santa de Málaga anterior a 2019.

La carrera oficial es el recorrido obligado que, en muchas localidades españolas, han de efectuar todas las cofradías que llevan a cabo la procesión de penitencia durante la Semana Santa.

## Características
Este recorrido, normalmente engalanado al efecto, se realiza por calles emblemáticas de la localidad, por lo que suele ser lugar privilegiado para ver el paso de las cofradías, a veces incluso desde palcos y sillas de alquiler. Suele estar dotado de la llamada tribuna oficial, desde la que presiden las autoridades locales. Normalmente, el recorrido trae consigo la realización de la denominada estación de cada cofradía en la iglesia mayor de la localidad (catedral o colegiata), desde donde las mismas emprenden el camino de regreso a su sede. 
El historiador Juan Carrero Rodríguez, en su Diccionario cofradiero define a la carrera oficial como:

Calles de la ciudad, fiajadas por la autoridad, por la que han de pasar obligatorialente todas las cofradías en su anual recorrido para cumplir la estación penitencial, y donde en ciertos lugares fijos hay establecidos ciertos controles por el Consejo General [en otros casos, agrupación o federación] de Hermandades y Cofradías para hacer cumplir el horario durante el tránsito.

La carrera oficial más antigua que se conoce, es la que instaurara el Cardenal Niño de Guevara en 1604 en Sevilla, aunque no será hasta bien entrado el siglo XIX cuando se articule la Carrera Oficial sevillana tal y como se conoce en la actualidad, aún con reformas constantes, prohibiciones, litigios y otros problemas surgidos a lo largo de su historia. 
En otro orden de cosas, la Unión de Hermandades de Jerez de la Frontera, fundada en 1938, instauró su carrera oficial un año más tarde (1939), siendo en la actualidad la carrera oficial más larga de España (1,3 km, desde plaza Aladro hasta la Santa Iglesia Catedral).

## La carrera oficial y la asociación local de hermandades
La sucesión de vías urbanas que componen la carrera oficial suele ser muy estable, incluso tradición fijada y difícilmente alterable. Por su parte, el horario de paso que le corresponde en ella a cada cofradía se fija anualmente por una asamblea de las corporaciones que van a concurrir a la misma. Esta asamblea se reúne en el seno de la institución que agrupa y gobierna a las corporaciones penitenciales (y normalmente de gloria) de la localidad: denominada unas veces Consejo General de Hermandades (Sevilla, Écija), Unión de Hermandades (Jerez de la Frontera), Consejo Local de Hermandades (Cádiz), en otras localidades Agrupación de Cofradías (Málaga, Córdoba, Jaén, o Almería) o Federación de Hermandades (Granada).
Esta asociación tiene a su cargo hacer públicos los horarios correspondientes a cada día de la semana, vigilar su cumplimiento por parte de las respectivas cofradías, e incluso —si ese fuera el caso— sancionar el incumplimiento de los mismos. Al efecto, la correspondiente asociación suele disponer a lo largo de la carrera oficial uno o varios puntos de control de paso (palquillos) donde los representantes de la cofradía en cuestión y de la asociación fiscalizadora firman conjuntamente un acta recogiendo el horario de paso efectivo de aquella que luego ha de surtir los efectos pertinentes. 
De este modo, donde la asociación de hermandades disfruta de la concesión municipal para explotar económicamente el alquiler de sillas y palcos dispuestos para presenciar el paso de las cofradías, los beneficios derivados de ello se distribuyen equitativamente entre todas las hermandades que hacen acto de presencia en la carrera, salvo que un incumplimiento del horario y los perjuicios que esto conlleva para las otras cofradías concurrentes, dé lugar a una penalización económica de la hermandad contraventora.